# Rapetti
Rapetti  è una città dell'Uruguay, situata a sud del dipartimento di San José. Si trova a 43 metri sul livello del mare. Ha una popolazione di circa 400 abitanti.